# كاثارين ميريل
كاثارين ميريل (بالإنجليزية: Catharine Merrill)‏ هي ممرضة وأستاذة جامعية أمريكية، ولدت في 1824 في كورايدون في الولايات المتحدة، وتوفيت في 1900 في إنديانابوليس في الولايات المتحدة.